# 蔡岳勳
蔡岳勳（1968年9月27日—），臺灣男導演、演員，其前妻為編劇于小惠，2007年夫妻一手成立普拉嘉國際意像股份有限公司。而妹妹蔡宓潔同樣為導演。因為拍攝《流星花園》而成為臺灣知名的導演。

## 生平
1987年於高中畢業後，就進入了父親蔡揚名的公司從基層的工作做起。在1991年主演了父親蔡揚名執導的電影《阿呆》。
1999年，受大愛電視台之邀執導《天地有情》，這也是首次擔任電視劇的導演。
2001年，執導了《流星花園》，也從此部偶像劇奠定了一線導演的地位，更在當年的第36屆金鐘獎中，獲得連續劇導演獎。
2006年執導（其妻于小惠擔任製作人）《白色巨塔》創下台灣電視圈「最高製作成本」的紀錄，也因此開創了台灣電視劇的新類型，也因此部劇集獲得第42屆金鐘獎戲劇節目導演獎。
2009年，執導的《痞子英雄》獲得第44屆金鐘獎戲劇類點獎。2012年，製作的動作電影《痞子英雄之全面開戰》入圍了第49屆金馬獎的最佳新導演獎提名。2015年獲得第15屆華鼎獎最佳影視導演。

## 執導作品

### 電視劇
| 首播年份 | 播出頻道           | 劇名           |
| -------- | ------------------ | -------------- |
| 2001年   | 華視               | 流星花園       |
| 2003年   | 台視               | 名揚四海       |
| 2004年   | 華視、八大戲劇台   | 戰神           |
| 2006年   | 中視               | 白色巨塔       |
| 2009年   | 公視、TVBS歡樂台   | 痞子英雄       |
| 2017年   | 北京衛視、浙江衛視 | 深夜食堂       |
| 2022年   | 騰訊視頻           | 崑崙神宮       |
| 2025年   | 優酷               | 七根心簡       |
| 待播     | 八大電視、東森電視 | 永生密碼一九七 |
| 待播     | 騰訊視頻           | 瘋狂的黑魚     |

### 電影
| 首映年份 | 片名                     |
| -------- | ------------------------ |
| 2012年   | 痞子英雄首部曲：全面開戰 |
| 2014年   | 痞子英雄二部曲：黎明再起 |

## 演出作品

### 電視劇
| 年份   | 頻道 | 戲劇名稱                                  | 角色   | 性質 |
| ------ | ---- | ----------------------------------------- | ------ | ---- |
| 1987年 | 台視 | 《勇者的奮鬥》                            | 雷蒙   | 配角 |
| 1988年 | 台視 | 《萬世師表》                              | 雷蒙   | 配角 |
| 1991   | 台視 | 《菜鳥配鳳凰》                            |        |      |
| 1993年 | 中視 | 《金縷衣 》                               | 姜延   | 配角 |
| 1994年 | 台視 | 《唐太宗李世民》                          | 李泰   | 配角 |
| 1994年 | 台視 | 《她是我媽媽》                            | 陳俊昇 |      |
| 1994年 | 台視 | 《莫那魯道》                              | 歐德   | 配角 |
| 1995年 | 台視 | 《香火情》                                |        | 主角 |
|        | 台視 | 《未了情》                                |        | 主角 |
| 1995年 | 台視 | 《人生海海》                              | 藍克華 | 主角 |
| 1995年 | 公視 | 人生劇展《阿爸！我揹你去看戲》            | 俊宏   |      |
| 1996年 | 中視 | 《情字這條路》                            | 周啟隆 | 主角 |
| 1997年 | 民視 | 《星座女人系列》獅子座 - 來一場戀愛遊戲吧 | 中強   |      |
| 1997年 | 華視 | 《伴你一生》                              | 徐念祖 |      |
| 1997年 | 公視 | 人生劇展《畢業典禮》                      | 黃耀祖 | 主角 |
| 1999年 | 華視 | 《何日君再來》                            | 張金龍 | 主角 |
| 2000年 | 民視 | 民視劇場《我要努力做好人》                | 黃忠良 | 主角 |
| 2000年 | 公視 | 《輾轉紅蓮》                              | 劉茂生 | 主角 |
| 2003年 | 台視 | 《名揚四海》                              | 林文山 | 配角 |
| 2004年 | 華視 | 《戰神》                                  | 田警官 | 配角 |

### 電影
| 年份   | 電影名稱                     | 性質 | 角色   |
| ------ | ---------------------------- | ---- | ------ |
| 1985年 | 《箭瑛大橋》                 | 配角 | 鄧明輝 |
| 1987年 | 《芳草碧連天》               | 配角 |        |
| 1988年 | 《大頭仔》                   | 配角 | 蔡金鎚 |
| 1991年 | 《黃袍加身》                 | 配角 |        |
| 1992年 | 《阿呆》                     | 主角 | 阿呆   |
| 2000年 | 《想死趁現在》               | 配角 |        |
| 2014年 | 《痞子英雄二部曲：黎明再起》 | 配角 | 藍西恩 |

## 獲獎與提名

### 電視金鐘獎
| 年份   | 頒獎典禮     | 獎項名稱             | 得獎作品 | 結果 |
| ------ | ------------ | -------------------- | -------- | ---- |
| 2001年 | 第36屆金鐘獎 | 連續劇導演（導播）獎 | 流星花園 | 獲獎 |
| 2003年 | 第38屆金鐘獎 | 連續劇導演（導播）獎 | 名揚四海 | 提名 |
| 2005年 | 第40屆金鐘獎 | 戲劇節目導播（演）獎 | 戰神     | 提名 |
| 2007年 | 第42屆金鐘獎 | 戲劇節目導播（演）獎 | 白色巨塔 | 獲獎 |
| 2009年 | 第44屆金鐘獎 | 戲劇節目導播（演）獎 | 痞子英雄 | 獲獎 |

### 金馬獎
| 年份   | 頒獎典禮     | 獎項名稱     | 得獎作品                 | 結果 |
| ------ | ------------ | ------------ | ------------------------ | ---- |
| 2012年 | 第49屆金馬獎 | 最佳新導演獎 | 痞子英雄首部曲：全面開戰 | 提名 |

## 外部連結
- 導演_蔡岳勳的新浪微博
- 蔡岳勳的Facebook專頁
- 普拉嘉國際意像藝人行動區的Facebook專頁
- 蔡岳勳在互联网电影资料库（IMDb）上的資料（英文）
- 蔡岳勳在香港影庫上的簡介
- 蔡岳勳在豆瓣上的资料（简体中文）
- 蔡岳勳在时光网上的簡介（简体中文）
- 蔡岳勳在台灣電影網上的資料（繁體中文）
- 華文影史庫 蔡岳勳 簡介 （页面存档备份，存于）